# برنامه فضایی سالیوت

عکسی از ایستگاه فضایی «سالیوت ۷» —آخرین ایستگاه از خانوادهٔ ایستگاه‌های سالیوت— که توسط فضانوردان مأموریت سایوز تی ام ای-۱۳ پس از ترک ایستگاه برداشته شده‌است.

برنامه فضایی سالیوت (به روسی: Космическая Программа Салют) نخستین برنامهٔ ساخت و به‌کارگیری ایستگاه‌های فضایی جهان و برنامهٔ فضایی درازمدتی در شوروی بود که در طی آن از سال ۱۹۷۱ تا ۱۹۸۲ روی هم ۹ ایستگاه فضایی ساخته و به مدار زمین فرستاده شدند. نخستین ایستگاه فضایی جهان در طول برنامه سالیوت در مدار زمین قرار گرفت، و انسان برای نخستین بار اقامت میان‌مدت در فضا را در طول این برنامه تجربه نمود. در طول یازده سال، فناوری ایستگاه‌های فضایی پیشرفت چشمگیری داشت، بطوریکه از ساخت ایستگاه‌های تک بخشی با یک دریچه اتصال و عمر کاری برای میزبانی تنها یک کارگروه فضانوردی، به ساخت ایستگاه چندبخشی با چندین دریچه اتصال و قابلیت میزبانی چندین کارگروه فضانوردی تکامل پیدا کرد. آخرین ایستگاه برنامهٔ سالیوت تا سال ۱۹۹۱ در مدار زمین قرار داشت.
این برنامه فضایی دستاوردهای بسیار زیادی داشت و بسیار موفقیت‌آمیز بود که نهایتاً با اتمام کار سالیوت ۷ پرونده این پروژه به اتمام رسید.
در ادامه ایستگاه فضایی اسکای‌لب که از جانب آمریکا بود وارد عرصه مداری زمین شد.
دستاوردها و تجربه‌های برنامه سالیوت راه را برای ساخت ایستگاه‌های فضایی بزرگتر و چندبخشی مانند ایستگاه مداری میر و ایستگاه فضایی بین‌المللی هموار کردند، بطوریکه هر دوی این ایستگاه‌ها دارای بخش‌هایی هستند که از سخت‌افزار ایستگاه‌های سالیوت مشتق شده‌اند.
برنامه فضایی سالیوت به کیهان‌نوردان و دانشمندان شوروی و کشورهای دیگر امکان داد که دربارهٔ مشکلات و تأثیرات اقامت بلندمدت در فضا برای انسان آزمایش و پژوهش کنند. همچنین در طول این برنامه، پژوهش‌های گوناگون اخترشناسی، پژوهش‌های مربوط به کشف منابع زمینی و آزمایش‌های بیولوژیکی در مدار زمین انجام گرفت.
این برنامه فضایی دارای دو زیرمجموعه ایستگاه‌های غیرنظامی «سالیوت» و ایستگاه‌های نظامی و سری آلماز بود. برنامه سالیوت بسیاری از رکوردهای سفرهای فضایی را شکست، که از جمله می‌توان به رکورد طول اقامت انسان در فضا و رکورد طول راهپیمایی فضایی اشاره کرد. نخستین راهپیمایی فضایی توسط یک فضانورد زن در طول برنامه سالیوت انجام پذیرفت. همچنین در طول برنامه سالیوت، برای نخستین بار کارگروه جدید فضانوردان جایگزین کارگروه پیشین خود در یک ایستگاه شدند.